# BBC Cymru Wales
BBC Cymru Wales – walijski nadawca publiczny. Siedziba znajduje się w dzielnicy Llandaff w Cardiff. Dzieli się na BBC Wales i BBC Cymru. Zatrudnia 1200 osób. Nadaje i produkuje programy po angielsku i walijsku. Jest największym producentem BBC poza Londynem. Początki BBC Cymru Wales sięgają 1964 roku, kiedy założono BBC One Wales, chociaż BBC produkowały swoje programy w Walii już w latach pięćdziesiątych.

## Stacje telewizyjne
- BBC One Wales
- BBC Two Wales

## Stacje radiowe
- BBC Radio Wales
- BBC Radio Cymru